# Giubileo di diamante di Elisabetta II del Regno Unito
(Elisabetta II del Regno Unito)

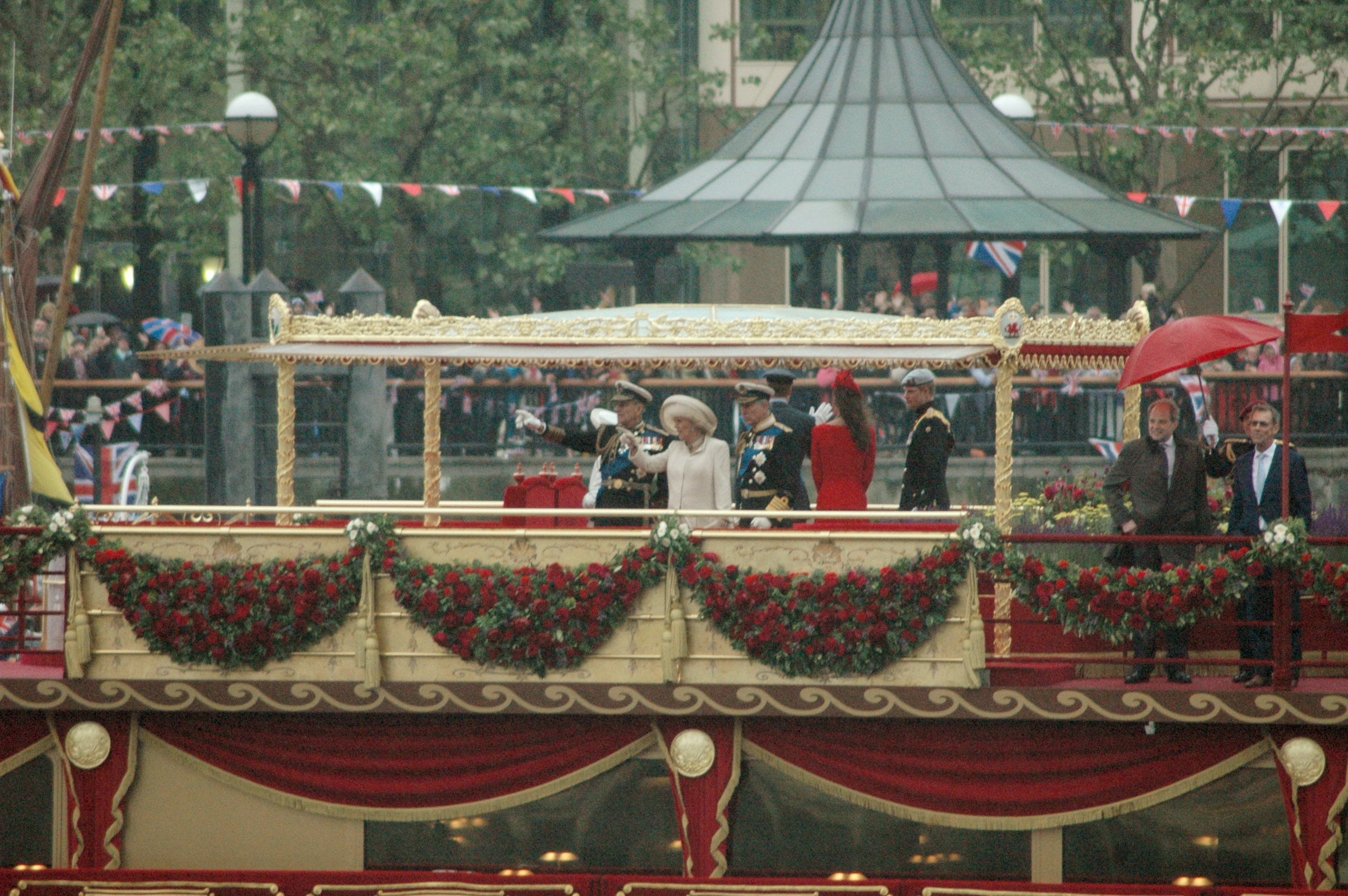
Il principe Filippo, duca di Edimburgo; Camilla, duchessa di Cornovaglia; il principe Carlo, principe del Galles; il principe William, duca di Cambridge; Catherine, duchessa di Cambridge; e il principe Harry, a bordo del MS Spirit of Chartwell durante il Thames Diamond Jubilee Pageant.

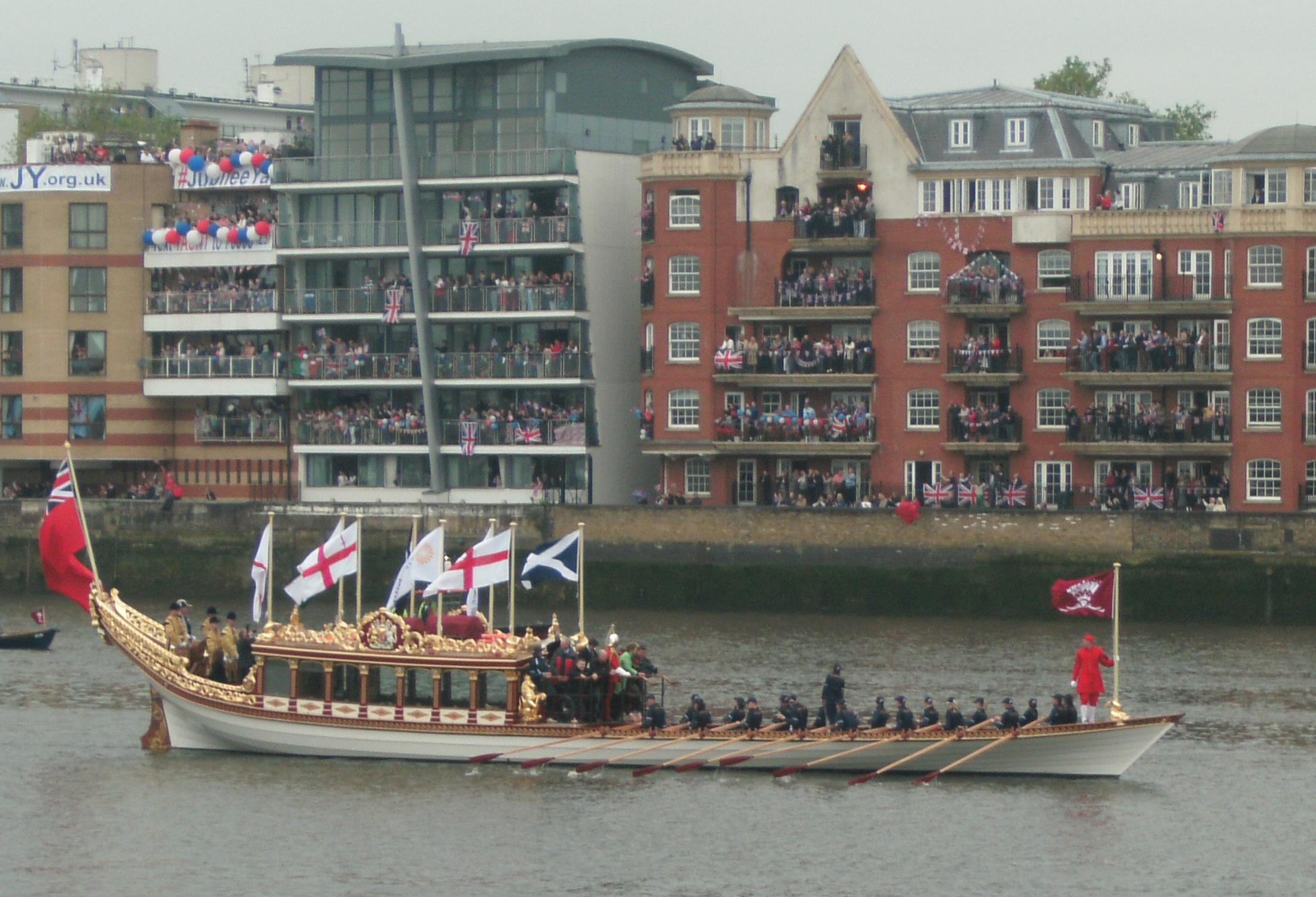
La barca reale Gloriana.

Il giubileo di diamante di Elisabetta II del Regno Unito segnò il 60º anniversario dell'ascesa della regina Elisabetta II ai troni del Regno Unito e degli altri reami del Commonwealth. Fu celebrato con feste e parate su larga scala in tutto il Regno Unito e nel Commonwealth per tutto il 2012. La sovrana infatti ascese al trono alla morte di suo padre, re Giorgio VI, il 6 febbraio 1952. Alla data del giubileo di diamante, Elisabetta era regina di 16 stati sovrani, dodici dei quali erano colonie o dominion britannici all'inizio del suo regno.
La regina Vittoria nel 1897 fu l'unica altra sovrana della storia del Regno Unito, Canada, Australia, Nuova Zelanda e degli altri reami del Commonwealth a celebrare un giubileo di diamante. Come da tradizione degli ultimi giubilei, venne assegnata in diverse nazioni una medaglia per il giubileo di diamante e molti eventi si tennero in tutto il Commonwealth delle nazioni. I progetti per i festeggiamenti furono discussi all'incontro dei capi di governo del Commonwealth nel 2011.

## Le celebrazioni
All'incontro dei capi di governo del Commonwealth a Perth nel 2011, il Primo ministro del Regno Unito David Cameron annunciò la creazione di una Fondazione per il Giubileo di Diamante di Elisabetta II, che sarebbe stata lanciata ufficialmente nel Regno Unito il 6 febbraio 2012. Presieduta dall'ex Primo ministro sir John Major, la fondazione aveva lo scopo di sostenere organizzazioni di beneficenza e progetti nel Commonwealth delle nazioni, focalizzandosi su temi come le cure per le malattie e la promozione di tutti i tipi di cultura e organizzazione. All'inizio del 2012, il Primo ministro dell'Australia Julia Gillard annunciò che il Consiglio della Corona australiano avrebbe contribuito con 5,4 milioni di dollari alla Fondazione. Il Consiglio della Corona della Nuova Zelanda fece poi una donazione di un milione al fondo. Il governo canadese annunciò nell'aprile che l'ex Primo ministro Jean Chrétien sarebbe stato il rappresentante canadese della fondazione.
Nel febbraio del 2012 un alto consigliere affermò che la regina aveva stabilito due linee guida per la pianificazione del suo giubileo: l'uso di fondi pubblici avrebbe dovuto essere ridotto al minimo e le persone non sarebbero dovute "essere costrette a festeggiare". Il primo grande evento delle celebrazioni del giubileo fu il Diamond Jubilee Pageant, anche chiamato Il mondo viene a Windsor, una corsa equestre tenutasi al castello di Windsor per festeggiare le visite della regina in oltre 250 nazioni e la sua passione per i cavalli. Lo spettacolo, che vide la presenza di 550 cavalli e 1.100 fantini da tutto il mondo, si svolse le sere del 10, 11, 12 e 13 maggio, dopo gli eventi diurni dell'annuale Royal Windsor Horse Show. La regina partecipò alla serata finale.
Il 18 maggio la regina offrì un pranzo informale al castello di Windsor per più di 20 degli attuali o ex sovrani delle altre nazioni. La sera stessa Carlo, principe di Galles, e Camilla, duchessa di Cornovaglia, offrirono una cena a cui parteciparono anche i sovrani, anche se la regina non era presente. Vi furono critiche per la presenza di Hamad bin Isa Al Khalifa, re del Bahrein, a causa della repressione attuata in occasione delle sommosse popolari in Bahrain del 2011-2012. A Londra dei contestatori si riunirono fuori Buckingham Palace durante la cena, anche se il re stesso non era presente.
Il 26 maggio la regina partecipò alla Armed Forces Jubilee Parade e Muster al castello di Windsor. 2600 marinai, soldati e aviatori parteciparono alla parata per la regina.
Il 3 giugno si tenne il Thames Diamond Jubilee Pageant, una parata marittima di 1.000 barche da tutto il Commonwealth delle nazioni, che costituì la più grande flottiglia mai vista sul Tamigi da 350 anni, insieme ad altre celebrazioni lungo le rive del fiume. Durante l'evento iniziò un forte temporale e il passaggio degli aerei al termine della manifestazione fu cancellato a causa della bassa visibilità. All'evento parteciparono molti governatori generali da tutti i reami del Commonwealth.
I membri della famiglia reale, i governatori generali e i primi ministri dei reami del Commonwealth parteciparono a diversi eventi il 4 e 5 giugno. A Buckingham Palace si tenne un ricevimento e poi un concerto. Una messa di ringraziamento si svolse il giorno seguente alla Cattedrale di Saint Paul, con circa 2.000 ospiti. Si svolse quindi un ricevimento alla Guildhall di Londra e un pranzo alla Lancaster House, offerto dal Segretario di Stato per gli Affari Esteri e del Commonwealth. Un altro ricevimento per i soli governatori generali fu offerto dalla regina a Buckingham Palace. Il marito della regina, il Principe Filippo, duca di Edimburgo, fu ricoverato in ospedale per un'infezione alle vie urinarie il 4 giugno e non fu pertanto in grado di partecipare a nessuno di questi eventi ufficiali. Nel suo discorso pronunciato alla conclusione del concerto per il giubileo, Carlo, principe di Galles espresse la tristezza dell'assenza di suo padre ed esortò la folla a rallegrarsi abbastanza perché il duca potesse sentirli in ospedale. Il principe Edoardo, conte di Wessex, dichiarò dopo aver visitato suo padre che quest'ultimo stava guardando le celebrazioni in televisione. La regina visitò il duca il giorno successivo.
L'accensione di migliaia di lanterne in tutto il Commonwealth ebbe luogo il 4 giugno. Il numero di lanterne fu originariamente fissato a 2012, ma alla fine, solo nel Regno Unito, ne furono accese circa 4000. La prima lanterna del giubileo fu accesa all'Apifo'ou College a Nuku'alofa, Tonga, dagli scout tongani che utilizzarono torce di cocco. Tra le altre nazioni vi furono Kenya, Australia, Nuova Zelanda, India, Seychelles, Sri Lanka e diversi stati dei Caraibi. La lanterna più remota fu accesa a Tristan da Cunha nell'Oceano Atlantico meridionale, utilizzando piante non native per alimentarla. Nel Regno Unito, i militari britannici feriti in battaglia e le persone rappresentanti delle organizzazioni di beneficenza portarono le lanterne sulle cime più alte del regno. Una lanterna fu accesa al Treetops Hotel nel Parco Nazionale di Aberdare in Kenya, dove Elisabetta si trovava nel momento della sua ascesa al trono. La regina accese una lanterna fuori da Buckingham Palace alle 22:30, inserendo uno speciale cristallo di diamante dentro il ricettacolo. Le accensioni si succedettero finché l'ultima lanterna non fu accesa in Canada otto ore dopo.
Quella stessa sera, un messaggio pre-registrato dalla sovrana venne pubblicato e trasmesso in televisione in tutto il mondo. La regina dichiarò: "Gli eventi a cui ho partecipato per celebrare il mio giubileo di diamante sono stati una bella esperienza". Ringraziò anche coloro che hanno organizzato le celebrazioni per il fine settimana prolungato, concludendo dicendo: "Continuerò a fare tesoro e trarre ispirazione dalle innumerevoli gentilezze mostrate a me in questo paese e in tutto il Commonwealth. Grazie a tutti".

## Reami del Commonwealth

### Australia
Quentin Bryce, governatore generale dell'Australia, annunciò che il giubileo di diamante sarebbe stato celebrato "con una serie di eventi nazionali e comunitari in tutto il Commonwealth". Allo stesso modo, alla fine del 2011 fu annunciato che il governo del Queensland stava programmando di dichiarare una vacanza nel giugno del 2012 per celebrare il giubileo.
La Royal Australian Mint nell'agosto del 2011 annunciò che avrebbe emesso una moneta da 50 centesimi d'argento per celebrare il giubileo. Australia Post emise una serie di francobolli speciali per l'occasione.
Il 6 febbraio 2012, il Primo ministro dell'Australia, Julia Gillard, rese omaggio a Elisabetta II come regina d'Australia nella Camera dei rappresentanti, affermando che la sovrana era una figura venerata nel paese. Gillard annunciò anche che il 4 giugno avrebbe illuminato un faro in cima alla Parliament House e che una strada nel triangolo parlamentare di Canberra sarebbe stata ribattezzata Queen Elizabeth Terrace. Nel frattempo, il 28 maggio Colin Barnett, premier dell'Australia Occidentale, annunciò che un nuovo sviluppo del lungomare a Perth si sarebbe chiamato chiamato Elizabeth Quay in onore alla regina.
Un distaccamento della New South Wales Police Force si esibì alla parata del giubileo tenutasi al castello di Windsor nel maggio del 2012. Alla fine dello stesso mese, il principe Carlo consegnò le medaglie del giubileo ai membri della Victoria Cross and George Cross Association, di cui tre erano stati insigniti della Victoria Cross per l'Australia.
Un servizio ecumenico speciale si tenne nella chiesa di San Giacomo a Sydney, dove come predicatore fu invitato il cardinale George Pell. Il governatore del Nuovo Galles del Sud, Marie Bashir, fu l'ospite d'onore. Anche la Chiesa anglicana d'Australia tenne un servizio di preghiera e ringraziamento per commemorare il giubileo di diamante nella cattedrale di San Giovanni a Brisbane il 20 maggio 2012. Il servizio fu ospitato da Phillip Aspinall, arcivescovo anglicano di Brisbane, e l'omelia fu pronunciata da monsignor Mark Benedict Coleridge, arcivescovo cattolico di Brisbane. L'ospite d'onore fu il governatore del Queensland Penelope Wensley mentre Ian Walker, ministro della scienza, della tecnologia dell'informazione, dell'innovazione e delle arti rappresentò il governo del Queensland.
Tra il 5 e il 10 novembre 2012, Carlo, principe di Galles, e Camilla, duchessa di Cornovaglia, visitarono il paese, viaggiando attraverso il Queensland, il Victoria, l'Australia Meridionale, il Nuovo Galles del Sud e il Territorio della Capitale Australiana.

### Bahamas
Il principe Henry visitò le Bahamas. Lì, partecipò un ricevimento per giovani leader e incontrò il governatore generale delle Bahamas, sir Arthur Foulkes. Il principe partecipò a una cerimonia all'aperto alla quale gli furono presentati scuole, club e associazioni per bambini e poi tenne un discorso al Government House dove affermò: "Sono di fronte a voi con un profondo senso di orgoglio per essere invitato a trasmettere il messaggio degli auguri della regina in occasione del suo giubileo di diamante". Prese parte anche a esercitazioni marittime organizzate dalla Royal Bahamas Defence Force e visitò l'isola di Harbour.

### Barbados

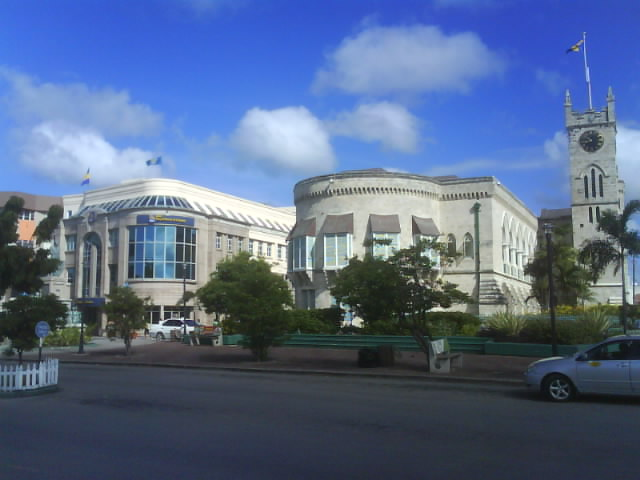
Il Parlamento di Barbados, dove Edoardo, conte di Wessex, in una seduta congiunta della legislatura lesse un messaggio di Elisabetta II, regina di Barbados, il 23 febbraio 2012, per celebrare il suo giubileo del diamante.

Per celebrare i 60 anni di Elisabetta II come monarca delle Barbados - come regina del Regno Unito tra il 1952 e il 1966 e successivamente come regina di Barbados - il paese ospitò il figlio più giovane della regina e sua moglie, Edoardo, conte di Wessex, e Sophie Rhys-Jones, tra il 23 e il 24 febbraio 2012. La visita iniziò con l'arrivo dei conti a bordo della RFA Fort Rosalie, al Deep Water Harbour di Bridgetown. Una volta sbarcati, passarono in rassegna il personale militare. Ad una seduta congiunta del Parlamento delle Barbados, il conte lesse un messaggio scritto dalla regina, nel quale la monarca dichiarò di aver preso atto del livello di sviluppo raggiunto dalle Barbados durante i suoi 45 anni di indipendenza e definì il paese un piccolo stato modello per altri in tutto il mondo. I funzionari parlamentari risposero con un grazie alla regina per il suo servizio al paese e ai suoi cittadini e la invitarono nell'isola per celebrare il 375º anniversario della costituzione del parlamento delle Barbados nel 2014. La coppia reale inaugurò una mostra presso il campus di Cave Hill dell'Università delle Indie Occidentali e presenziarono a una cena di Stato ufficiale e al ricevimento che si tenne in serata presso la Government House.
Il giorno seguente, la contessa visitò il Centro per lo sviluppo dei bambini "Albert C. Graham" ai Ladymeade Gardens, mentre il conte consegnò otto Duke of Edinburgh's Award a dei giovani durante una cerimonia. In seguito la coppia viaggiò insieme per una cerimonia per commemorare il giubileo. Scoprirono una targa allo stadio di cricket Kensington Oval. Il conte e la contessa pranzarono poi con il Primo ministro Freundel Stuart nella sua residenza, Ilaro Court, e visitarono diverse aree di Bridgetown che erano diventati patrimoni dell'umanità dell'UNESCO nel 2011.
Come in altri reami del Commonwealth, il Servizio Postale delle Barbados emise una serie di francobolli commemorativi. Il 3 giugno si tenne un servizio ecumenico ringraziamento presso la chiesa anglicana di Santa Maria a Bridgetown. Il giorno dopo fu acceso un falò al Garrison Savannah. Seguì un Trooping the Colour eseguito dal personale della Barbados Defense Force e una parata della Royal Barbados Police Force. I membri della Barbados Boys Scout Association con il massimo dei voti furono scelti per aiutare nella vera illuminazione dei fari.

### Belize
In Belize, il consiglio del governatore generale e l'Ufficio per il turismo organizzarono una visita nel paese dal principe Henry, tra il 2 e il 3 marzo 2012, come parte delle celebrazioni del paese del 60º anniversario di Elisabetta II come monarca del Belize, prima come regina del Regno Unito e poi, dopo il 1981, come regina del Belize. Henry visitò Belmopan e San Ignacio dove cerimonie ed eventi posero meno enfasi sul protocollo dello Stato. Nella capitale, Henry svelò una serie di francobolli commemorativi emessi dal servizio postale del paese, partecipò al festival cittadino della strada e dedicò una strada come Queen Elizabeth II Boulevard, dove tenne un discorso per conto della sovrana.

### Canada

#### Pianificazione
I preparativi per i festeggiamenti iniziarono già nell'aprile del 2007, quando l'allora segretario di Stato per il patrimonio canadese Jason Kenney chiese ai vari luogotenenti governatori di iniziare i preparativi per il giubileo. Tre anni dopo, la questione di una festività nazionale per celebrare il giubileo fu sollevata dai media e una serie di annunci ufficiali venne fatta dal ministro del patrimonio canadese.
Il segretario canadese della regina, Kevin S. MacLeod, venne incaricato dal consiglio del governatore generale di dirigere il comitato per il giubileo di diamante (DJC) - un gruppo di 14 individui provenienti da governi provinciali e territoriali, organizzazioni non governative, funzionari dei dipartimenti di cittadinanza e immigrazione, difesa nazionale e patrimonio canadese e della Royal Canadian Mounted Police. Essi supervisionarono l'organizzazione delle feste del paese per i 60 anni di Elisabetta II come regina del Canada. Allo stesso modo, il premier dell'Alberta Ed Stelmach, nel febbraio del 2011, incaricò il capo del protocollo dell'Alberta e il segretario privato del luogotenente governatore di formare e dirigere un comitato per sviluppare i piani per le celebrazioni del giubileo di diamante nella provincia. Come per altri eventi reali, il DCH svolse un ruolo importante nell'organizzazione e nella pianificazione. Al DCH nel precedente bilancio approvato dal parlamento federale furono concessi fondi per le celebrazioni del giubileo federale, l'educazione e la sensibilizzazione e la distribuzione ai gruppi della comunità pari a 7,5 milioni di dollari. 2 milioni furono assegnati per eventi in onore della Regina e 3,7 milioni furono assegnati per la creazione della medaglia del giubileo di diamante di Elisabetta II. L'importo totale fu ridotto dal Ministro del patrimonio canadese James Moore dagli inizialmente stimati 8,8 milioni di dollari.

#### Eventi preliminari
La regina, il 3 luglio 2010, inaugurò i Queen Elizabeth II Gardens fuori dalla sua residenza ufficiale in Manitoba, Government House, e piantò un arbusto di Physocarpus di una varietà creata appositamente per il giubileo. Alla Rideau Hall di Ottawa, il 30 giugno, la sovrana inaugurò una vetrata commemorativa raffigurante se stessa e la regina Vittoria con i loro rispettivi monogrammi e un'immagine del blocco centrale del Parlamento canadese durante il regno di ogni ciascuna monarca. La finestra, un regalo del Senato, fu installata sopra l'ingresso del blocco centrale e dedicata dal governatore generale David Johnston il 7 febbraio 2012.
Una mensola all'interno dell'Arco dei sovrani al Senato fu scolpita in una rappresentazione della regina e svelata il 9 dicembre 2010 dal governatore generale. La Royal Canadian Mint emise un "set esteso" di monete per celebrare l'anniversario. Inoltre, il Royal Regiment of Canadian Artillery nel 2011 presentò alla regina, loro capitano generale dal 1952, una spilla d'oro e diamanti, realizzata da Birks & Mayors sotto forma di stemma del reggimento e annunciò la creazione del Diamond Jubilee Bursary Award del Capitano Generale per le attività educative dei membri della RRCA e delle loro famiglie.

#### Diamond Jubilee Week

Lo stendardo reale di Elisabetta II, regina del Canada, che volò in varie località in tutto il Canada durante la Diamond Jubilee Week.

La Diamond Jubilee Week ebbe inizio il giorno dell'adesione, il 6 febbraio 2012. Quel giorno, lo stendardo personale della monarca per il Canada fu spiegato a Rideau Hall e sulla collina del Parlamento, nonché alle residenze reali provinciali e nelle sedi delle assemblee legislative in tutto il paese. La regina concesse infatti un permesso speciale per rompere il protocollo ordinario che impone di spiegare lo stendardo solo dove il sovrano sia fisicamente presente. A mezzogiorno dello stesso giorno, il carillon della Torre della Pace rese omaggio alla sovrana. Furono suoonati brani come "O Canada", "Westminster" (per carillon), "Jerusalem", "This Canada of Ours", "Andante" (nella versione per 47 campane), e "God Save the Queen". Il Primo ministro e il leader del Partito Liberale del Canada rilasciarono dichiarazioni nelle quali ringraziarono la regina per i suoi sei decenni di "servizio dedicato al nostro paese, al Commonwealth e al mondo".
Sempre il 6 e 7 febbraio, prima che le 60 000 medaglie giubilari fossero distribuite ai cittadini dai luogotenenti governatori, dai commissari, e da altri dignitari in tutto il paese, a 60 persone furono consegnate personalmente dal governatore generale a Rideau Hall. Tutti i deputati federali ricevettero automaticamente la medaglia anche se certi la rifiutarono, alcuni perché appartenevano al separatista Blocco del Québec e uno perché riteneva che il denaro speso dalla Corona in occasione degli eventi giubilari e per la coniazione delle medaglie fossero uno spreco. I Citizens for a Canadian Republic affermarono quel giorno che ci si poteva aspettare che un governo spendesse denaro per il giubileo della regina "da regimi con il culto della personalità come la Corea del Nord o della Siria". La Saint-Jean-Baptiste Society, un'istituzione del Québec dedicata alla protezione degli interessi francofoni, affermò che avrebbe messo in scena delle "contro-celebrazioni".
In Nuova Scozia, il governo provinciale annunciò l'istituzione di programmi educativi legati alla regina e al suo ruolo nel governo canadese e il premio della borsa di studio del Diamond Jubilee Award da 2000 $ per 60 studenti di grado 12 nella provincia. Lì e in altre province e territori, vari eventi si tennero nel giorno dell'adesione, nei giorni della Diamond Jubilee Week e oltre la sua fine. Gordie Gosse, speaker della Camera dell'Assemblea di Nuova Scozia tenne un evento per la gioventù alla Camera provinciale. Il luogotenente governatore della Columbia Britannica Steven Point successivamente ospitò un ricevimento formale presso la Government House. Il 7 febbraio, presso l'Assemblea legislativa dei Territori del Nord-Ovest, venne organizzato un ricevimento ufficiale da parte del commissario territoriale nel corso del quale fu aperta un'esposizione pittorica sul tema delle passate visite reali del territorio. Una cerimonia, alla presenza del luogotenente governatore e di funzionari parlamentari di primo piano si svolse in concomitanza con l'apertura della legislatura della Columbia Britannica il 14 febbraio. Il luogotenente governatore dell'Ontario David Onley inaugurò una mostra presso il Palazzo legislativo provinciale una mostra dal titolo "60 in 60" per mostrare sei decenni della devozione di Sua Maestà e per il suo servizio in Canada".
Il 21 febbraio 2012 il presidente del Senato Noël Kinsella e il presidente della Camera dei comuni Andrew Scheer furono ricevuti dalla regina a Buckingham Palace dove pronunciarono un discorso di lealtà verso il sovrano. Il Canadian Postal Museum il 19 marzo inaugurò la mostra "Designed for a Queen" nella quale erano esposti 645 ritratti postali della regina emessi dal Canada, da altri paesi del Commonwealth delle nazioni e dai territori d'oltremare britannici.

#### Visita reale

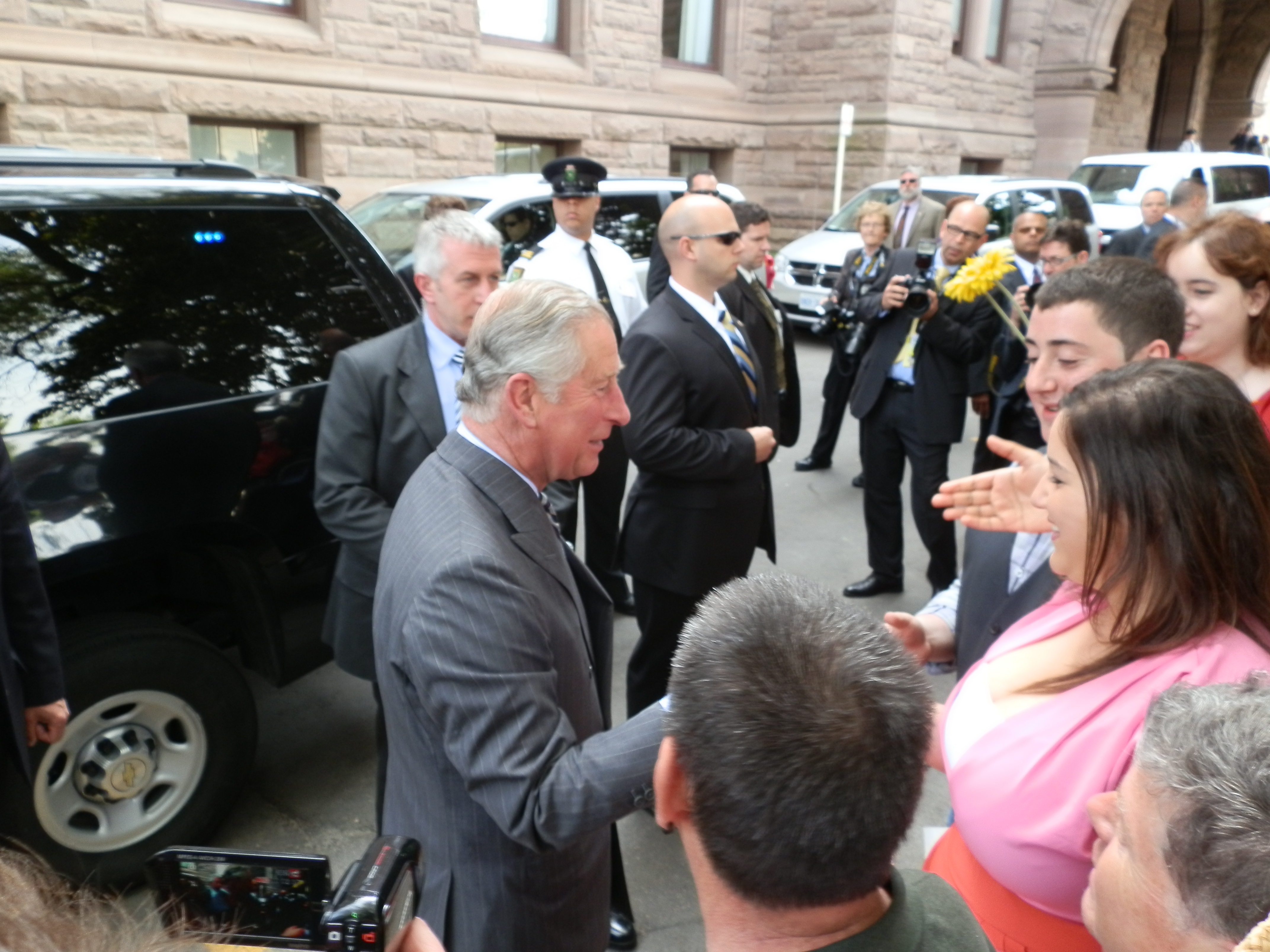
Carlo, principe di Galles, parla al pubblico al di fuori del Palazzo legislativo dell'Ontario durante la sua visita in Canda per il giubileo di diamante.

Carlo, principe di Galles, e Camilla, duchessa di Cornovaglia, visitarono varie parti del paese nel mese di maggio, facendo tappa in Nuovo Brunswick, Ontario e Saskatchewan. In un editoriale che scrisse per The Globe and Mail, Carlo dichiarò che voleva che le sue attività durante la visita riflettessero il "tema centrale del servizio agli altri" e espresse che stava "tornando in Canada in questo anno speciale del giubileo per rinnovare la mia promessa di servizio e incoraggiare gli altri a considerare come potrebbero contribuire con il loro talento particolare". In quella vena, visitò tutte e tre le province con persone associate alla sua organizzazione The Prince's Charities Canada e consegnò ad alcuni destinatari le medaglie del giubileo.
La coppia giunse all'aeroporto di Saint John la sera del 20 maggio. Il giorno seguente, furono accolti formalmente dal governatore generale e si incontrarono alla base della Canadian Air Force di Gagetown a Oromocto con giovani veterani e mentori delle forze canadesi coinvolti nel programma di imprenditoria militare prima di trasferirsi a Saint John. Da lì si spostarono a piedi in Prince William Street per osservare i progetti del patrimonio e incontrare il comitato del 2002 per il Prince of Wales Municipal Heritage Leadership Prize, parteciparono a una cerimonia di cittadinanza, agli eventi del Victoria Day e aprirono il Diamond Jubilee IT Centre presso la Hazen-White-St. Francis School. Volarono poi a Toronto per incontrare gli operatori di emergenza e le loro famiglie e assistere allo spettacolo annuale di fuochi d'artificio nella baia di Ashbridgesche che segna il Victoria Day e il compleanno ufficiale canadese della regina.

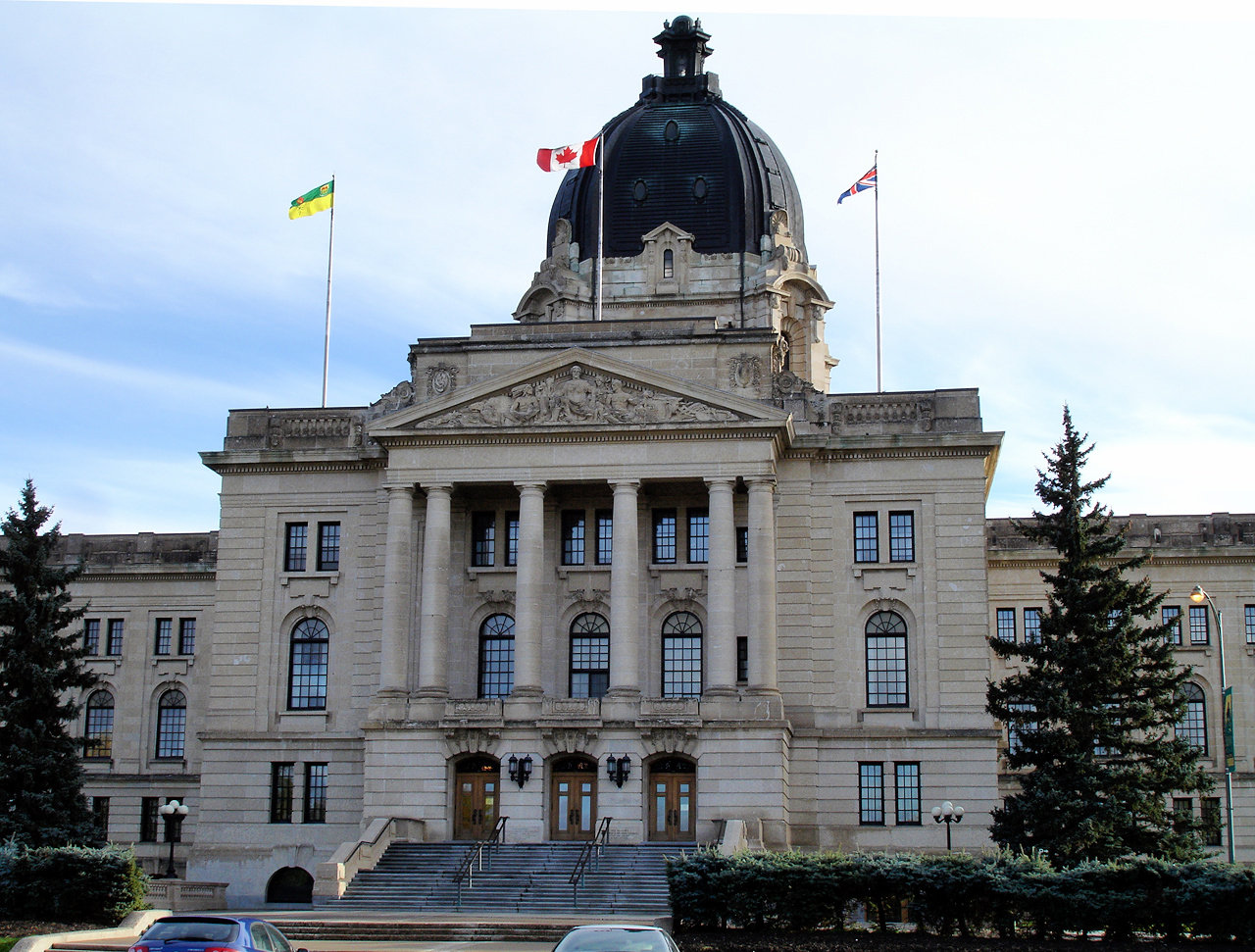
Il Palazzo legislativo del Saskatchewan, il cui centenario fu celebrato da Carlo, principe di Galles, e Camilla, duchessa di Cornovaglia, come parte della loro visita in Canda per il giubileo di diamante.

Il 22 maggio, la coppia partecipò ad un evento ospitato dal luogotenente governatore dell'Ontario al Queen's Park. In seguito, la duchessa visitò i Queen's Own Rifles del Canada, dei quali è colonnello in capo, deponendo nell'armeria una corona in ricordo dei caduti soldati canadesi. Il principe di Galles visitò la Digital Media Zone all'Università Ryerson di Toronto, visitarono il cantiere del villaggio degli atleti per i XVII Giochi panamericani (dove il premier dell'Ontario Dalton McGuinty annunciò che una parte di Front Street che attraversa il villaggio sarebbe stata chiamata Diamond Jubilee Promenade), visitò la missione di Yonge Street e incontrò la leadership nazionale dell'Assemblea delle Prime Nazioni. La coppia partecipò anche a un pranzo ospitato dal governo dell'Ontario e partecipò a un evento delle Forze armate canadesi tenutosi a Fort York per commemorare il 200º anniversario della guerra anglo-americana. Il principe non indossò la sua divisa di tenente generale delle Forze armate canadesi.
Il 23 maggio arrivarono a Regina e festeggiarono il centenario del Palazzo legislativo del Saskatchewan, parteciparono ad un ricevimento tenuto dal luogotenente governatore presso la Government House, visitarono la First Nations University of Canada e poi un impianto di depurazione delle acque rispettoso dell'ambiente. In serata, il principe e la duchessa parteciparono alla Depot Division Drill Hall della Royal Canadian Mounted Police e assistettero a una esibizione della Regina Symphony Orchestra, di cui il principe Carlo è patrono. Lì, il Primo ministro annunciò che Carlo sarebbe stato nominato commissario onorario della Royal Canadian Mounted Police, prendendo il posto da sua madre, la regina, che divenne il commissario capo.
Pat Martin, deputato del Nuovo Partito Democratico e apertamente anti-monarchico, indicò nella Camera dei comuni che la visita fu "un panem et circenses" destinata a distrarre dal tagli al servizio civile federale. Il ministro del patrimonio canadese James Moore affermò che la visita sarebbe stata "meno costosa per i contribuenti" di quella del 2009.

#### Eventi fino a giugno
Su richiesta della regina, i membri del Musical Ride della Royal Canadian Mounted Police, dopo aver partecipato alla parata del giubileo di diamante al castello di Windsor presero parte al cambio della guardia il 23 maggio mentre sostituirono le Queen's Guard fuori da Buckingham Palace per 24 ore. Il comandante del contingente disse che sarebbe stata una "via per Canada e i Mounties per rendere omaggio a Sua Maestà la regina nel suo anno del giubileo di diamante". Era la seconda volta che la Royal Canadian Mounted Police fece questo. In precedenza lo aveva fatto in occasione delle celebrazioni del giubileo di diamante della regina Vittoria nel 1897.
Parlamento del Canada, 2012»
Il 31 maggio il Parlamento federale emise un discorso di fedeltà alla regina. Il luogotenente governatore di Manitoba tenne un party in giardino presso la Government House della provincia il 26 maggio. Al Museo reale della Columbia Britannica, il 1º giugno, aprì una mostra di circa cento fotografie di Elisabetta II scattate da Cecil Beaton nel corso della sua vita.

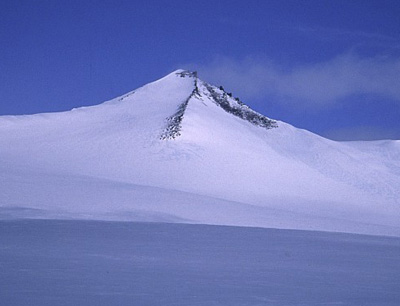
Il monte Barbeau nel Nunavut.

Una squadra di alpinisti canadesi e britannici raggiunse la vetta del Monte Barbeau, nell'Artico canadese, entro il 3 giugno e lì si tenne un tea party per celebrare il giubileo. Dalla cima, inviarono un saluto di fedeltà alla regina via satellite, al quale la monarca promise di rispondere. Il giorno successivo, un gruppo dei dragoni reali canadesi di stanza in Afghanistan salì con i soldati britannici sul picco del monte Gharib Ghar, a 2133,6 metri, all'interno del centro di addestramento militare di Kabul, "come parte delle celebrazioni del giubileo di diamante per la regina Elisabetta II".
Nel Regno Unito, il 3 giugno, la Canada House tenne un grande pranzo del giubileo e furono accesi due lanterne sul tetto dell'edificio la sera seguente, la notte del concerto per il giubileo. David Johnston partecipò a entrambi gli eventi e Stephen Harper solo a quest'ultimo. Un altro ricevimento si tenne alla Canada House la sera del 6 giugno, durante il quale furono presenti il governatore generale e il principe Andrea, duca di York.
A Stephen Harper fu concesso un incontro con la regina a Buckingham Palace il 5 giugno. A palazzo, il governatore generale, il Primo ministro e la regina svelarono un nuovo ritratto del sovrano commissionato dal consiglio federale e dipinto dal pittore canadese Phil Richards. La creazione del ritratto fu oggetto di un documentario del National Film Board of Canada (NFB) diretto da Hubert Davis e pubblicato nell'autunno del 2012 come parte della Queen's Diamond Jubilee Collector's Edition della NFB. Il 25 giugno l'opera fu collocata nella sala da ballo di Rideau Hall. Il governatore generale inaugurò nuovi corrimano in bronzo e vetro, con dettagli che evocavano il giubileo di diamante, che fiancheggiavano la scala cerimoniale nell'ingresso principale dell'atrio di Rideau Hall.
Il 12 giugno 2012, il governo dei Territori del Nord-Ovest e la città di Yellowknife tennero una festa in giardino con barbecue, concerti e altre attività presso il Northern Arts and Cultural Center. Il 14 giugno, degli arbusti della varietà Amber Jubilee Ninebark furono piantati alla base dell'assemblea legislativa del territorio.  Quattro giorni dopo, si tenne un concerto di gala alla Roy Thomson Hall di Toronto, dove furono conferite 600 medaglie giubilari ai membri dell'Ordine del Canada e dell'Ordine dell'Ontario. All'evento, ospitato dal luogotenente governatore dell'Ontario, parteciparono il governatore generale, sua moglie e personalità come Famous People Players, Susan Aglukark, Molly Johnson, Ben Heppner e Gordon Lightfoot, che progettarono l'evento.

#### Ulteriori eventi
Il luogotenente governatore di Saskatchewan tenne una festa in giardino alla Government House per il Canada day. Nei Territori del Nord-Ovest fu fatta una parata a tema per celebrare il giubileo. Si tennero anche numerose cerimonie di conferimento della medaglia giubilare. Sempre il 1º luglio, il Canadian Museum of Civilization aprì la mostra "A Queen and Her Country". Vi furono esposti manufatti della collezione della Corona relativi a Elisabetta II e al suo ruolo di regina del Canada, tra cui le Queen's Beast della sua incoronazione. A Rideau Hall l'11 settembre si tenne un ricevimento a cui parteciparono il governatore generale; sua moglie; il principe Edoardo, conte di Wessex; Sophie, contessa di Wessex; e altri. Fu tenuto per la Royal Victorian Order Association of Canada e per "l'onore del 60º anniversario di ascesa al trono di sua maestà la regina Elisabetta". Il conte assegnò anche le medaglie del giubileo ai destinatari di Toronto e ai membri della Royal Canadian Mounted Police di Iqaluit, Nunavut. Il governo dei Territori del Nord-Ovest tenne fino a settembre un concorso di saggi per i giovani per spiegare "come la regina è importante per le Prime Nazioni e le persone meticce".
Il 25 ottobre nel Saskatchewan si tenne una conferenza sulla corona canadese. Il governatore generale il giorno seguente svelò una targa che identificava il percorso del giubileo del diamante della regina Elisabetta II, una parte del Trans Canada Trail tra il blocco occidentale sulla Collina del Parlamento e la Corte suprema del Canada. In Nuova Scozia, l'autostrada 106 venne ribattezzata Jubilee Highway. Le comunità in tutto il Canada organizzò eventi per celebrare il giubileo, come fece il governo federale fino alla conclusione della celebrazione del giubileo nel giorno dell'adesione del 2013.

### Giamaica
Il principe Henry visitò la Giamaica tra il 5 e l'8 marzo 2012, partecipando a vari eventi che segnarono il giubileo di diamante della nonna come regnante della regina della Giamaica, prima come regina del Regno Unito, tra il 1952 e il 1962, e successivamente come regina della Giamaica. Contemporaneamente il paese festeggiò i 50 anni di indipendenza. Durante la visita, il principe partecipò a esercitazioni militari con la Jamaica Defence Force, visitò l'ospedale per bambini Bustamante e, nella parrocchia di Trelawny, visitò Water Square, Falmouth Pier e la chiesa battista di William Knibb, dove rese omaggio al memoriale del celebre missionario. Il principe partecipò a un evento per l'organizzazione benefica Rise Life, corse con Usain Bolt nel campo di allenamento di questi presso il campus di Mona dell'Università delle Indie Occidentali. Lì, fu anche nominato membro onorario dell'ateneo. Nel Royal Caribbean Hotel di Montego Bay si tenne un ricevimento per la Jamaica Night. Il governatore generale sir Patrick Allen organizzò una cena alla King's House come celebrazione congiunta del giubileo di diamante e del 50º anniversario dell'indipendenza del paese. Il Primo ministro Portia Simpson Miller, dichiarò che la visita aveva lo scopo di "evidenziare gli sviluppi del turismo del paese sulla costa settentrionale e l'importante lavoro svolto nei campi della gioventù e dei bambini".
Il governatore generale e sua moglie a giugno si recarono a Londra, per partecipare a vari eventi, compreso un ricevimento tenuto dall'Alto Commissario della Giamaica nel Regno Unito. Le celebrazioni per il giubileo di diamante procedettero nonostante il progetto di Miller di far diventare il paese una repubblica.

### Nuova Zelanda
Sir Jerry Mateparae, governatore generale della Nuova Zelanda, il 27 novembre 2011 svelò l'emblema del giubileo del diamante della Nuova Zelanda e annunciò che un programma completo sarebbe stato pubblicato successivamente. New Zealand Post e la Banca nazionale della Nuova Zelanda nel gennaio del 2012 annunciarono l'emissione di una moneta in argento a prova per celebrare il giubileo di diamante della regina e, il mese successivo, il ministero per la cultura e il patrimonio aggiunse voci relative alla corona a Te Ara: The Encyclopedia of New Zealand e un saggio sul giubileo su NZ.History.net.nz. Le poste della Nuova Zelanda emisero anche una serie di francobolli celebrativi del giubileo con immagini della regina Elisabetta II e del principe Filippo, duca di Edimburgo, di diversi anni.
Il 7 febbraio il Primo ministro John Key presentò una mozione alla Camera dei rappresentanti con la quale si congratulava con la regina per il suo giubileo di diamante. Due giorni dopo, il consiglio del governatore generale presso il Ministero della salute lanciò anche la borsa di studio del giubileo di diamante della regina Elisabetta II "per cercare di acquistare progetti di ricerca che trasferiscano le conoscenze da iniziative di provata efficacia, in pratica nel settore sanitario".
La banda dell'Esercito della Nuova Zelanda partecipò alla parata del giubileo al castello di Windsor e partecipò anche alla cerimonia del cambio della guardia a Buckingham Palace. In Nuova Zelanda, l'editorialista del New Zealand Herald Jim Hopkins, criticò le celebrazioni del giubileo tenutosi durante il fine settimana del compleanno della regina definendolo "un'opportunità persa". Fu anche critico nei confronti della mancanza di contenuti relativi al giubileo di Television New Zealand nella sua trasmissione quotidiana di notizie.
Una visita reale fu intrapresa da Carlo, principe di Galles, e Camilla, duchessa di Cornovaglia, tra il 10 e il 16 novembre 2012. Si recarono ad Auckland, Wellington, Christchurch e Manawatu. Il loro programma si focalizzò sull'eccellenza e l'innovazione nel mondo degli affari, dell'agricoltura, del servizio alla comunità e dello sport, così come dell'alfabetizzazione e della salute dei bambini e degli animali.

### Papua Nuova Guinea
Tra il 3 e il 5 novembre Carlo, principe di Galles, e Camilla, duchessa di Cornovaglia, visitarono Papua Nuova Guinea. Durante la loro permanenza nel paese, la coppia visitò diverse chiese, opere di carità, volontari della comunità, gruppi culturali e membri della Forza di difesa della Papua Nuova Guinea a Port Moresby e dintorni.

### Regni oceanici
Il principe William, duca di Cambridge, e Catherine Middleton, visitarono le Isole Salomone e Tuvalu.

### Altri regni dei Caraibi e delle Indie Occidentali
I regni nei Caraibi e nelle Indie Occidentali pianificarono un certo numero di eventi in occasione del giubileo di diamante. Usando la RFA Fort Rosalie, il principe Edoardo, conte di Wessex, e Sophie Rhys-Jones, visitarono altri reami caraibici, tra cui: Antigua e Barbuda, Grenada, Montserrat e Saint Lucia.

### Saint Kitts e Nevis
Rievocazioni storiche furono messe in scena a Saint Kitts e Nevis per il principe Edoardo, conte di Wessex, e Sophie Rhys-Jones che arrivarono in quel paese il 3 marzo 2012. Lì, la coppia si incontrò con il governatore generale sir Cuthbert Sebastian, il Primo ministro Denzil Douglas e altri dignitari. Assistettero a spettacoli culturali (tra cui l'esecuzione di una canzone calypso sulla regina), e il conte svelò una targa che commemora il giubileo di diamante e ufficialmente designò il Basseterre Valley Park come Royal Basseterre Valley Park. Visitarono anche il Parco nazionale della fortezza di Brimstone Hill, il reparto di pediatria dell'ospedale JNF e la Children's Home prima di partecipare a una cena di Stato con fuochi d'artificio a Port Zante.

### Saint Lucia
Il principe Edoardo, conte di Wessex, e Sophie Rhys-Jones arrivarono a Saint Lucia il 21 febbraio 2012. Parteciparono alle celebrazioni del giorno dell'indipendenza e presenziarono ai ricevimenti tenuti dal governatore generale. Visitarono inoltre l'Associazione di Saint Lucia e la scuola di musica del paese.

### Saint Vincent e Grenadine
A Saint Vincent e Grenadine fu istituito un comitato per le celebrazioni del giubileo di diamante per supervisionare gli eventi che si sarebbero tenuti tra febbraio e giugno 2012 per celebrare i 60 anni di regno di Elisabetta II come sovrana del paese, dal 1952 al 1979 come regina del Regno Unito e successivamente come regina di Saint Vincent e Grenadine. Il capo del comitato, l'ex ministro della cultura Rene Baptiste, dichiarò che l'obiettivo era "mostrare quello che abbiamo da offrire, così come la nostra lealtà al Parlamento [...]". Il conte e la contessa, a bordo della RFA Fort Rosalie, sbarcarono il 25 febbraio e visitarono i giardini botanici restaurati di Saint Vincent, piantarono un albero di Tabebuia rosea, parteciparono a un pranzo ufficiale alla Government House e piantarono una palma Roystonea a Grenadine.
Il sindacalista Noel Jackson disse di aver sentito il dispiacere espresso dai vincenziani nei confronti della visita reale e che "molta gente stava imprecando". Il senatore Julian Francis, segretario generale del Partito Laburista Unitario di governo, dichiarò che la reazione del pubblico alla presenza della coppia reale "mi ha confermato che non avremmo potuto vincere il referendum del 2009 sulla repubblica. L'effusione della gente di Saint Vincent per venire a salutare il principe Edoardo ieri mi ha confermato che la maggioranza della gente a St. Vincent, vuole ancora la monarchia. [...] Era come un carnevale in città ieri".
A marzo venne consegnata una Diamond Jubilee Lecture mentre il 4 e il 5 maggio si tenne una mostra di fiori e un tea party presso la Government House. Fu anche allestita una mostra di francobolli presso la sede del National Trust e una mostra di fotografie della regina a Saint Vincent e Grenadine presso la National Public Library. Ebbe luogo anche una parata per il compleanno della regina e il 4 giugno fu acceso uno dei tanti falò del Commonwealth.

### Regno Unito

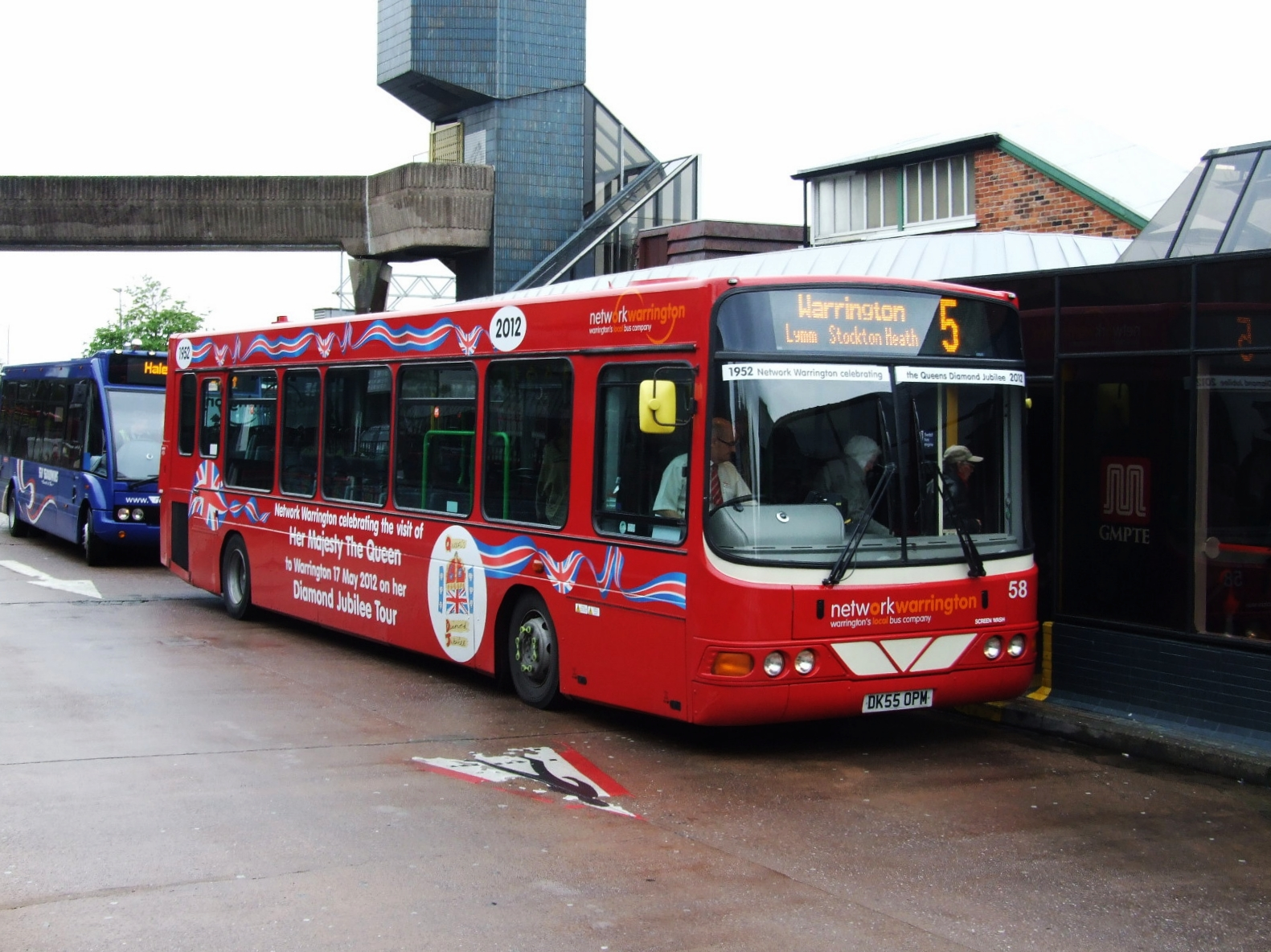
Autobus pubblico a Altrincham con una livrea speciale per il giubileo di diamante

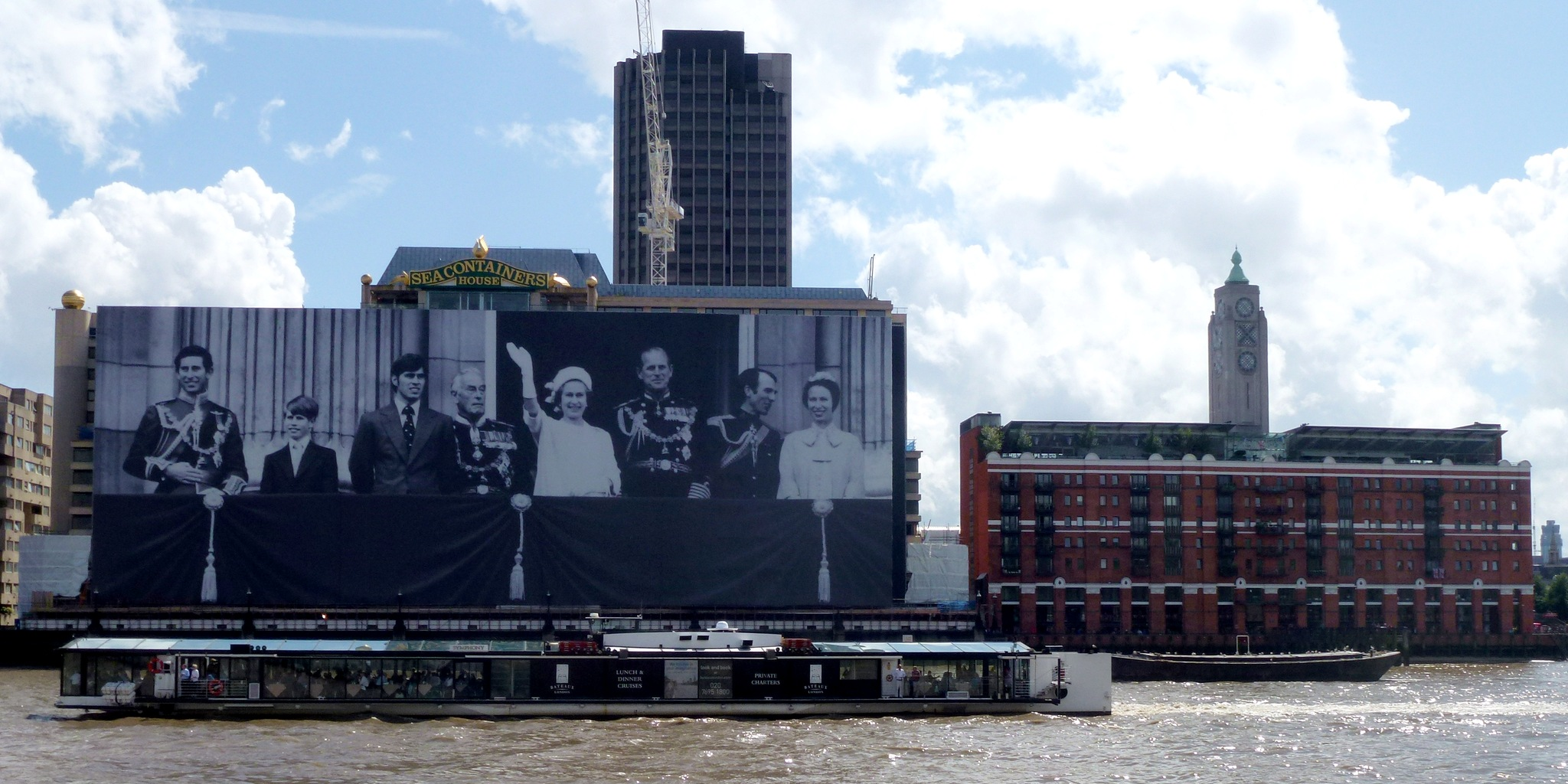
La Sea Containers House decorata con la gigantografia di un'immagine scattata in occasione del giubileo d'argento della sovrana.

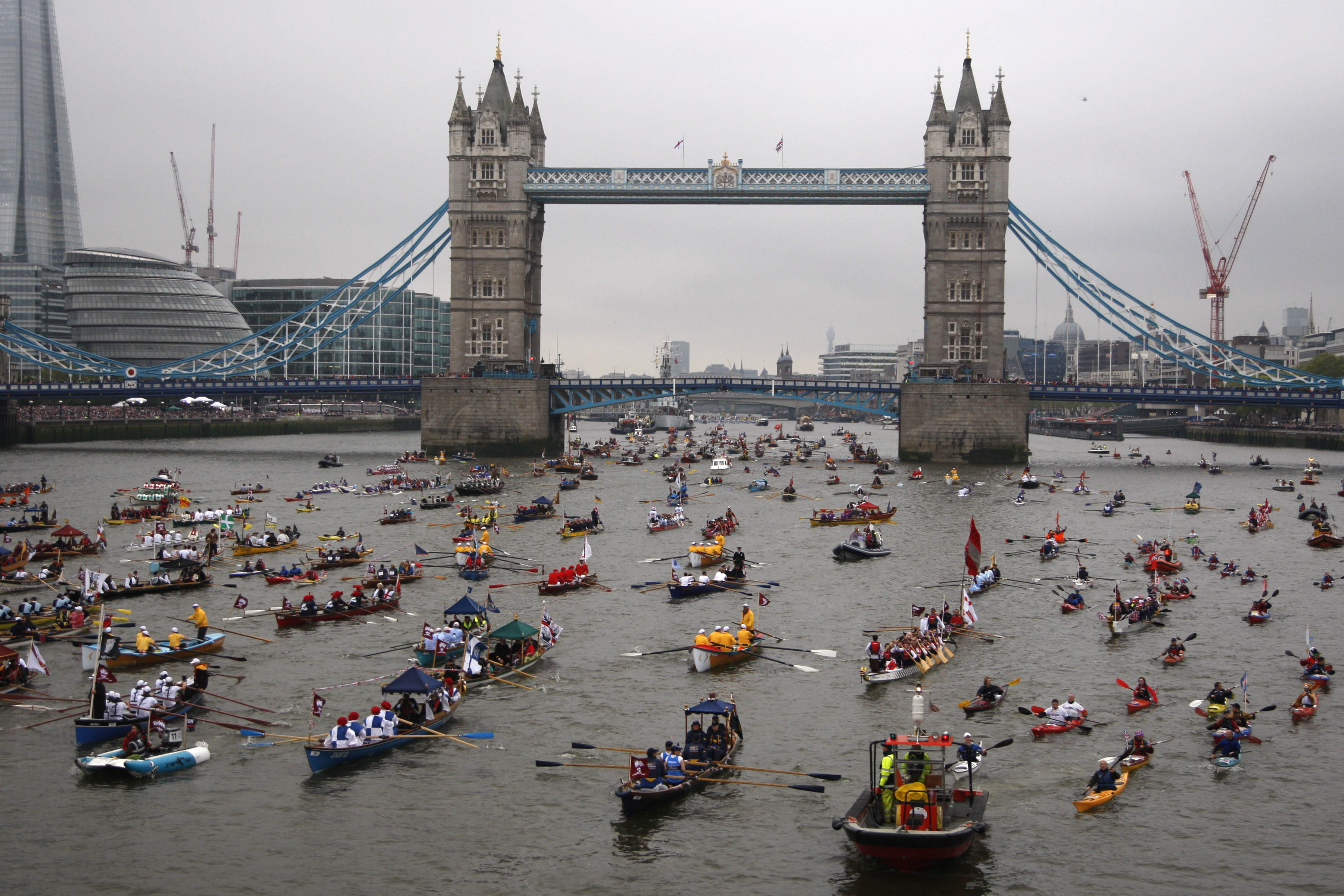
Regata sul Tamigi.

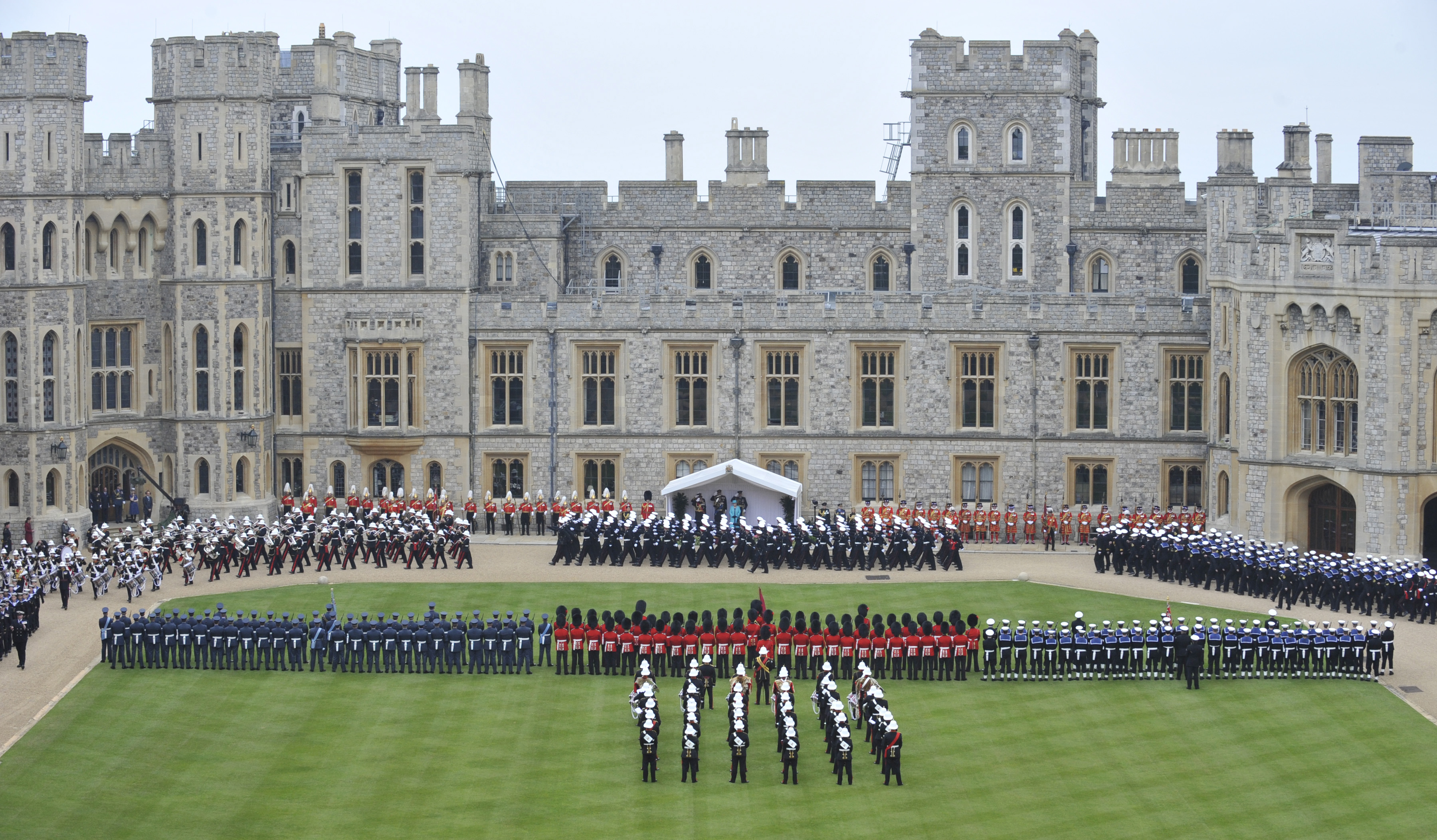
Parata al castello di Windsor.

#### Pianificazione
Nel Regno Unito il Consiglio reale pianificò eventi a livello nazionale e regionale per festeggiare il giubileo di diamante Come con il giubileo d'oro del 2002, il Dipartimento della Cultura, Media e Sport fu responsabile per il coordinamento degli eventi. Essi furono pianificati in modo da utilizzare meno denaro pubblico possibile: gran parte dei fondi per i festeggiamenti furono donati da privati e sponsor. Solo il costo della sicurezza rimase carico del Her Majesty's Treasury. Il logo britannico del giubileo fu scelto tramite una gara svoltasi all'interno del programma televisivo per bambini della BBC Blue Peter. Il disegno vincente, annunciato nel febbraio 2011, venne creato dalla bambina di dieci anni Katherine Dewar. Il software open-source per la gestione dei contenuti Drupal fu utilizzato per il sito web ufficiale.

#### Weekend esteso
Il 5 gennaio 2010 il lord presidente del Consiglio e il segretario per il commercio Peter Mandelson annunciarono che sarebbe stato concesso un ulteriore bank holiday il 5 giugno 2012. Spostando infatti la bank holiday di primavera (l'ultimo lunedì di maggio) al 4 giugno, questo avrebbe portato a un weekend esteso a quattro giorni in onore del giubileo della regina. Dato che le vacanze nazionali sono materia devoluta, il Primo ministro della Scozia confermò che la festa sarebbe stata concessa il 5 giugno anche in Scozia. Alcuni economisti teorizzarono che i festeggiamenti avrebbero potuto ridurre il PIL dello 0,5% nel secondo quadrimestre, anche se questo sarebbe stato contrastato dall'incremento delle vendite e delle ospitalità negli alberghi.

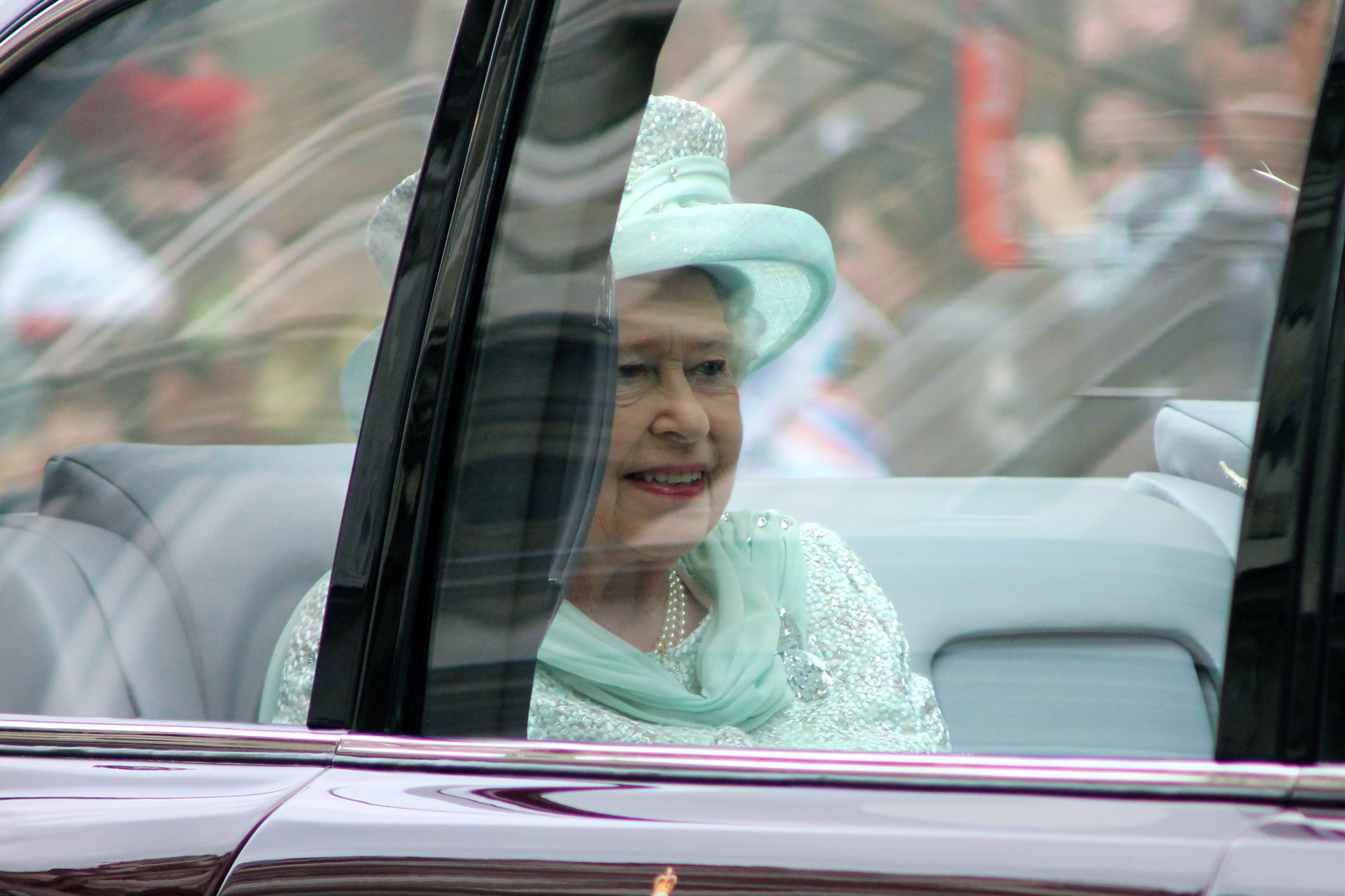
La regina si reca in automobile alla cattedrale di San Paolo per il servizio di ringraziamento del 5 giugno.

Furono organizzati molti eventi a Londra durante il weekend del giubileo. Il Thames Diamond Jubilee Pageant si tenne il 3 giugno, mentre il concerto del giubileo, con un picnic tenutosi nel pomeriggio nei giardini del palazzo per i 10.000 spettatori, si tenne il giorno seguente, di fronte a Buckingham Palace, e rappresentò esponenti di ogni decennio dei 60 anni di regno della regina.
In tutta la nazione furono autorizzate feste di strada. Speciali premi della lotteria, chiamati Milioni del Popolo del Giubileo, furono offerti dal Big Lottery Fund e da ITV.
I membri della famiglia reale, i governatori generali e i primi ministri dei reami del Commonwealth furono presenti a varie funzioni tenutesi il 4 e il 5 giugno: un ricevimento tenutosi a Buckingham Palace prima del concerto e un servizio di ringraziamento che si svolse il giorno successivo nella cattedrale di San Paolo, al quale parteciparono anche altri 2000 ospiti. L'inno di Will Todd The Call of Wisdom, commissionato appositamente per questo evento, fu cantato dal Diamond Choir costituito da 40 bambini provenienti da tutto il Regno. L'arcivescovo di Canterbury Rowan Williams dedicò il suo sermone alla regina. In esso prese atto della sua "dedizione per tutta la vita". Successivamente, si tenne un pranzo formale alla Westminster Hall. La regina tornò a Buckingham Palace alle 14:20, in una processione a bordo di una carrozza aperta e scortata dal Household Cavalry Regiment. Un altro ricevimento si tenne alla Guildhall di Londra e un pranzo ebbe luogo anche a Lancaster House, ospitato dal Segretario di Stato per gli affari esteri e del Commonwealth. Un ricevimento per i soli governatori generali si tenne a Buckingham Palace.
Il fine settimana di celebrazioni si concluse con l'apparizione al balcone di Buckingham Palace. La regina apparve con il principe di Galles, la duchessa di Cornovaglia, il duca di Cambridge, la duchessa di Cambridge e il principe Harry davanti a una folla festante fuori dal palazzo e lungo il Mall. Seguirono un feu de joie, una forma di sparo celebrativo di fucilieri, e una parata aerea delle Red Arrows e di aerei storici, incluso l'ultimo bombardiere Lancaster volante in Gran Bretagna. Diversi commentatori dei media commentarono il significato dell'apparizione dei soli membri principali della famiglia reale sul balcone. Il corrispondente della BBC Peter Hunt, osservò che "ha inviato un messaggio che dimostra sia la continuità che la moderazione in un periodo di austerità".
Il gruppo anti-monarchico "Repubblic" criticò lo stanziamento di fondi per gli eventi del giubileo mentre gli altri settori erano interessati da tagli, affermando che le scuole avrebbero violato la legge celebrando il giubileo senza insegnare anche prospettive repubblicane e accusarono la BBC di aver assunto una linea favorevole alla regina. Il gruppo organizzò una protesta durante il Thames Diamond Jubilee Pageant.

#### Tributi permanenti
Per celebrare il giubileo, la regina conferì lo status di Royal Borough a Greenwich, nel sud-est di Londra. Venne inoltre indetto un concorso per concedere nel 2012 lo status di città a dei centri abitati che non lo avevano e quello di lord sindaco o lord prevosto al primo cittadino di una città.
Le città che si candidarono a ricevere lo status di città furono: Bolton, Bournemouth, Chelmsford, Colchester, Coleraine, Corby, Craigavon, Croydon, Doncaster, Dorchester, Dudley, Dumfries, Gateshead, Goole, Luton, Medway, Middlesbrough, Milton Keynes, Perth, Reading, Southend-on-Sea, St Asaph, St Austell, Stockport, Tower Hamlets e Wrexham. Le città che si candidarono perché il loro primo cittadino ricevesse il titolo di lord sindaco o lord prevosto furono: Armagh, Cambridge, Derby, Gloucester, Lancaster, Newport, Peterborough, Salford, Southampton, St Albans, Sunderland e Wakefield.
Il titolo di città fu assegnato a Chelmsford in Inghilterra, Perth in Scozia e St Asaph in Galles. Al primo cittadino di Armagh, Irlanda del Nord, fu concesso il titolo di lord sindaco.
Il parco olimpico di Londra Est, creato per le Olimpiadi di Londra 2012, venne nominato il Queen Elizabeth Olympic Park dopo le Olimpiadi. La Queen Elizabeth II Fields Challenge (Queen Elizabeth Fields Challenge in Scozia) fu un progetto dell'ente benefico Fields in Trust per salvaguardare parchi e spazi verdi come terreno ricreativo pubblico perpetuo per le generazioni future e per fornire un'eredità permanente del giubileo di diamante e delle Olimpiadi. Il Woodland Trust progettò di creare 60 foreste del giubileo tra il 2011 e il 2012. Una di queste, il Flagship Diamond Wood nel Leicestershire, è vasto quasi 202 ettari - le altre 60 ettari circa ciascuna.
Una vetrata, pagata dai deputati e dai membri della Camera dei lord, fu svelata alla presenza della regina alla Westminster Hall nel marzo del 2012. Inoltre, la maggioranza dei parlamentari approvarono la reintitolazione della torre dell'orologio del Palazzo di Westminster, che ospita il Big Ben, in Elizabeth Tower.

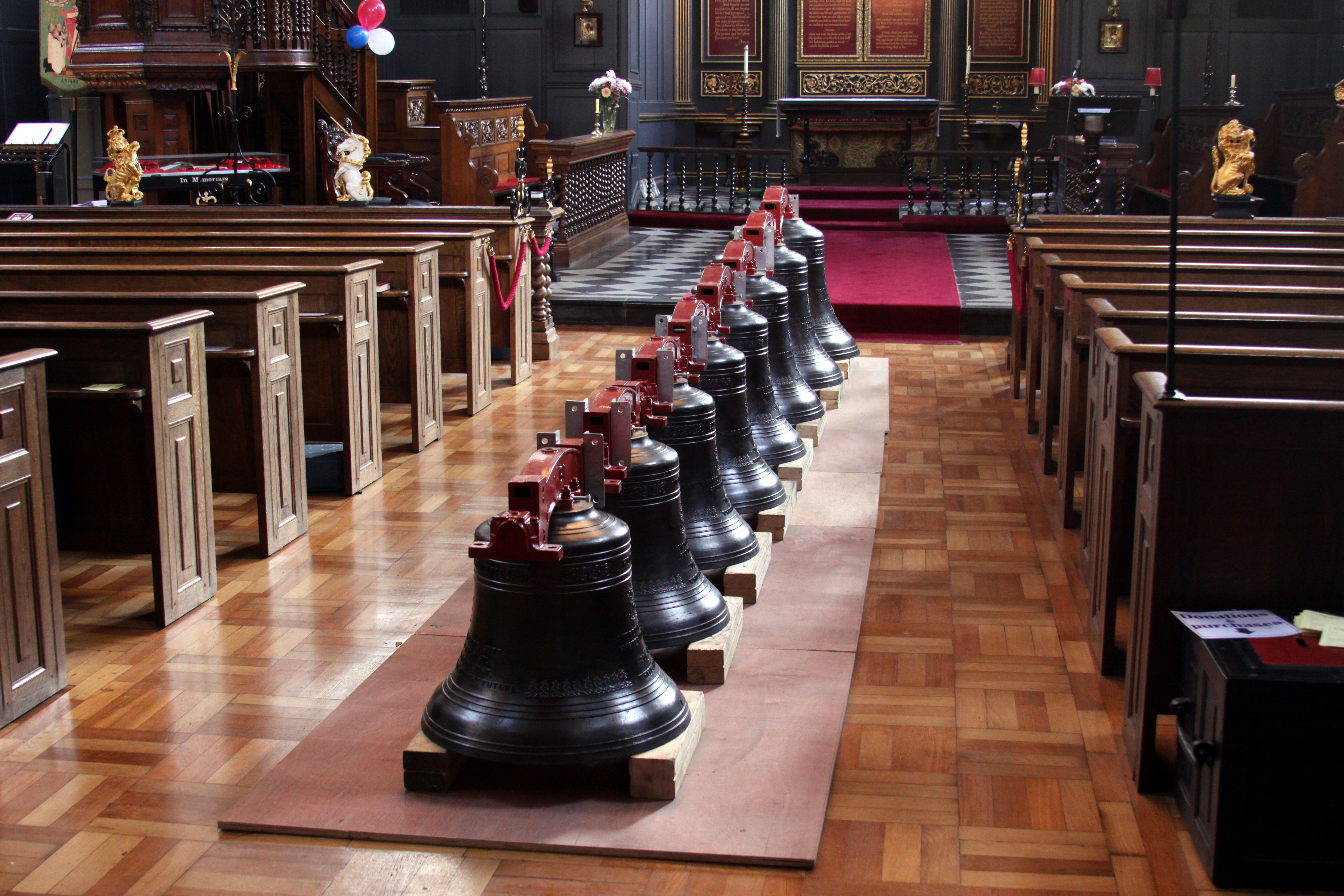
Le campane del giubileo reale prima di che fossero sistemate nel campanile della chiesa.

Le campane del giubileo reale, realizzate per l'occasione e una caratteristica della regata per il giubileo di diamante sul Tamigi, furono consegnate alla chiesa di San Giacomo Garlickhythe nella Città di Londra il 15 giugno 2012 e disposte lungo la navata centrale. Furono benedette dal molto reverendo John Waine domenica 17 giugno e il posizionamento nella torre avvenne poco dopo. Suonarono per la prima volta in chiesa il 4 luglio.
La Royal Mint emise un set di monete tra le quali spiccano una moneta ufficiale da £ 5, una moneta da 5 once e una moneta da un chilo. Per celebrare l'occasione il governo di Gibilterra emise una moneta d'argento da cinque sterline.
Nell'ottobre del 201 venne annunciato che la sovrana avrebbe conferito il titolo onorifico di professore regio a un massimo di sei presidenti di università del Regno Unito, per riconoscere "l'eccellenza nell'insegnamento e nella ricerca". Il numero fu scelto per rappresentare i decenni del regno della regina. L'elenco completo venne annunciato il 29 gennaio del 2013 e comprendeva dodici nuove cattedre, in riconoscimento della "qualità eccezionalmente alta" dei dipartimenti considerati.
Kew Gardens annunciò che la Porta Principale, l'entrata dei giardini da Kew Green, sarebbe stata ribattezzata Porta Elisabetta in onore della regina. La principessa Alexandra, onorevole Lady Ogilvy, partecipò alla cerimonia di denominazione il 21 ottobre 2012.
Il 18 dicembre 2012, il Foreign Office annunciò che una parte del Territorio antartico britannico sarebbe stata battezzata Terra della Regina Elisabetta in onore di Sua Maestà nel suo anno del giubileo di diamante.
Un tributo apparentemente meno permanente che guadagnò popolarità fu un lavoro eseguito dallo street artist Banksy. Il suo murale "Slave Labour" su un muro nel nord di Londra offrì critiche alle celebrazioni del giubileo e alle condizioni che sostengono il nazionalismo britannico. La rimozione del murale e il successivo tentativo di vendita all'asta nel febbraio del 2013 provocarono polemiche internazionali, evidenziando il valore dell'opera per i residenti locali e regionali. Il suo titolo, forse per coincidenza, evocò un'altra parte controversa delle celebrazioni. Diversi lavoratori disoccupati furono trasferiti a Londra in un presunto processo non retribuito per far parte dello staff di sicurezza gli eventi. Essi furono costretti a lavorare in condizioni che alcuni descrivevano come "terrificanti".

#### Altri eventi
Il giorno dell'adesione, il 6 febbraio, 62 colpi a salve furono sparati sulle rive del fiume Tamigi, vicino alla Torre di Londra. La sovrana si recò a Norfolk, uno dei primi posti visitati dalla monarca dopo la sua ascesa al trono. Più tardi, lo stesso mese, la regina partecipò ad un ricevimento multi-religioso (bahá'í, buddista, cristiano, indù, giainista, ebreo, musulmano, sikh e zoroastriano) tenutosi presso la residenza dell'arcivescovo di Canterbury, Lambeth Palace, in onore del giubileo.
Il 20 marzo 2012 la regina si rivolse a entrambe le camere del parlamento presso la Westminster Hall. Sempre a marzo, la Royal Commonwealth Society lanciò la capsula del tempo del giubileo. La British Broadcasting Corporation e Andrew Marr girarono il documentario televisivo The Diamond Queen, in cui vari membri della famiglia reale e politici in carica o ritirati parlavano della sovrana e della sua vita. Il documentario fu criticato dal gruppo della campagna Republic, che affermava che aveva violato le linee guida della BBC sull'imparzialità.
A Buckingham Palace, un display del giubileo fu aperto al pubblico. Il 4 giugno, le campane di ognuno dei 34 campanili delle chiese lungo la valle del fiume Welland suonarono in successione, terminando con il suono di 60 rintocchi del campanile di Fosdyke.
Il 19 maggio, la regina partecipò alla parata e al raduno delle truppe del giubileo di diamante, il tributo delle forze armate britanniche al monarca, nel castello di Windsor e nel vicino Home Park. Questa fu prima volta che tutti e tre i rami si riunirono davanti alla regina per un evento del genere. La parata vide sfilare 2500 persone attraverso la città e il volo di 78 aerei.

#### Territori d'oltremare

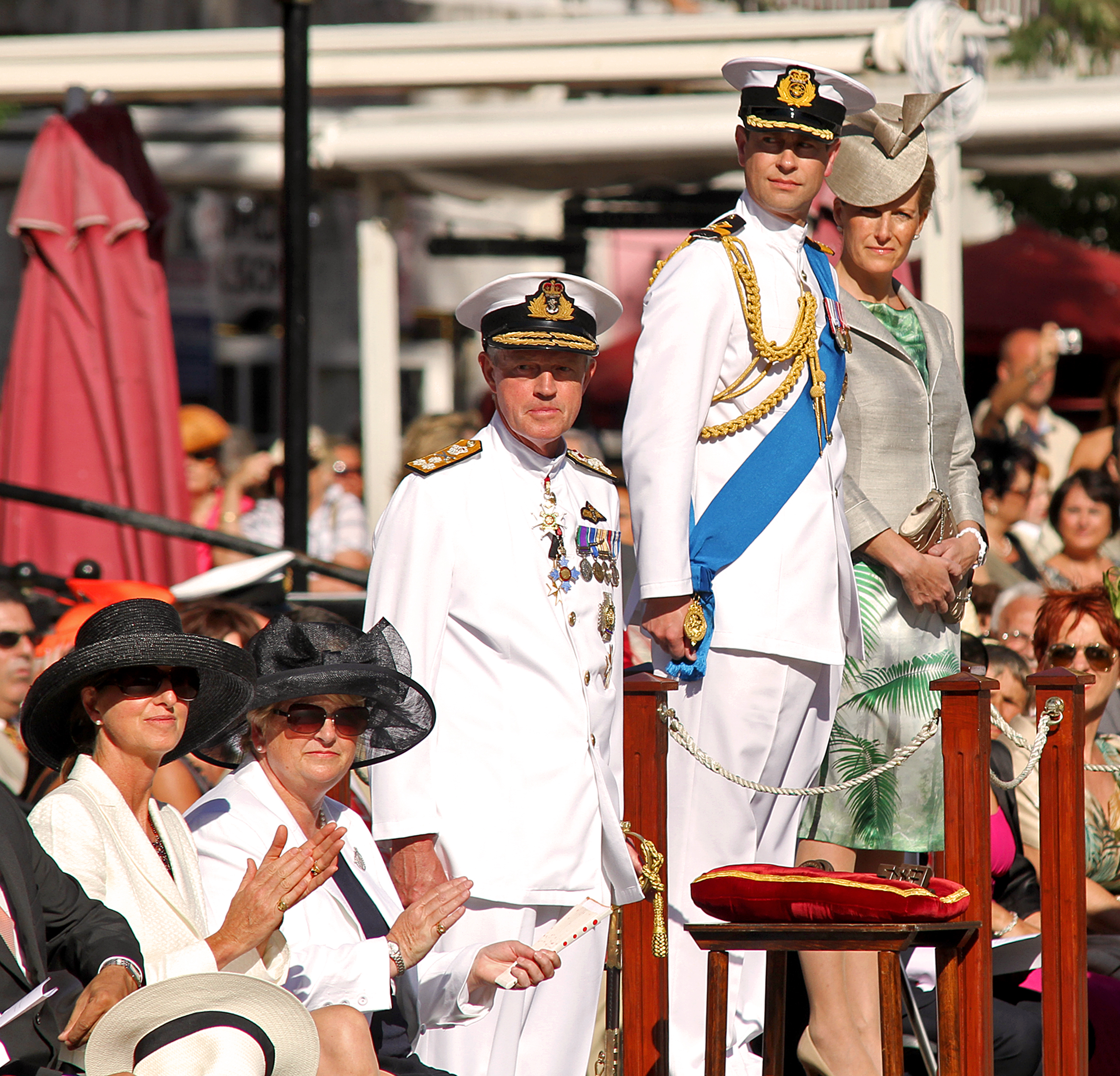
Il conte e contessa di Wessex alla parata del compleanno della regina, Grand Casemates Square, Gibilterra, giugno 2012.

Il principe Richard, duca di Gloucester, visitò le Isole Vergini britanniche nel marzo del 2012. A Montserrat incontrarono i partecipanti al programma Sailability BVI, tra cui i medagliati agli Special Olympics, e membri dello staff e dei soci del Centro di apprendimento Eslyn Henley Ritchie, il BVI Technical and Vocational Institute, il BVI Services e il Dipartimento per gli affari giovanili e dello sport.
Il principe Edoardo, conte di Wessex, e Sophie Rhys-Jones visitarono il territorio britannico d'oltremare di Gibilterra tra l'11 e il 13 giugno 2012 e Montserrat. Il Ministero degli affari esteri e della cooperazione spagnolo espresse "turbamento e preoccupazione" per la visita della coppia a Gibilterra, che la Spagna rivendica come territorio proprio.

## Altri paesi del Commonwealth
La principessa Anna visitò Zambia e Mozambico mentre Richard, duca di Gloucester, fece visite ufficiali in Uganda e a Malta. In Asia, il principe Andrea, duca di York, visitò l'India, mentre il principe William, duca di Cambridge, e Catherine Middleton, visitarono la Malaysia, Singapore e le Isole Salomone.
Il principe Edoardo, conte di Wessex, e Sophie Rhys-Jones visitarono Trinidad e Tobago, cosa che fece anche il governatore generale del Canada David Johnston.

### Sudafrica
Il consolato britannico a Città del Capo, in collaborazione con la Hout Bay e il Llandudno Heritage Trust, ospitò un fuoco di antichi cannoni ad avancarica all'East Fort a Hout Bay. La Hout Bay e il Llandudno Heritage Trust restaurarono gli originali cannoni da 18 libbre di fabbricazione svedese del forte, risalenti al 1752, e spararono due saluti a salve, con sei colpi di cannone ciascuno, in onore della regina e in riconoscimento del legame di amicizia tra Sudafrica e Regno Unito. Era presente la banda della marina sudafricana e i colpi furono sparati da un gruppo di personalità importanti che erano guidati dai cannonieri dell'"onorevole ordine degli artiglieri di Hout Bay".
Al Victoria and Alfred Waterfront del porto di Città del Capo, una flottiglia del Royal Cape Yacht Club passò davanti al ristorante Hildebrand e nel Victoria Basin e gli Highlander di Città del Capo marciarono da Ferryman a Nobel Square. Il console generale britannico Chris Trott accese un falò, seguito da un ulteriore saluto con sei cannoni e dall'inno nazionale sudafricano e da God Save the Queen.

## Altri paesi

### Hong Kong
Hong Kong, territorio britannico d'oltremare fino al 1997, il più popoloso, organizzò per il 3 giugno The Big Jubilee Lunch, un evento organizzato dalla Royal Commonwealth Society di Hong Kong. Il 5 giugno 2012, ci fu un servizio di ringraziamento nella cattedrale anglicana di San Giovanni Evangelista.